# Huyền Vũ

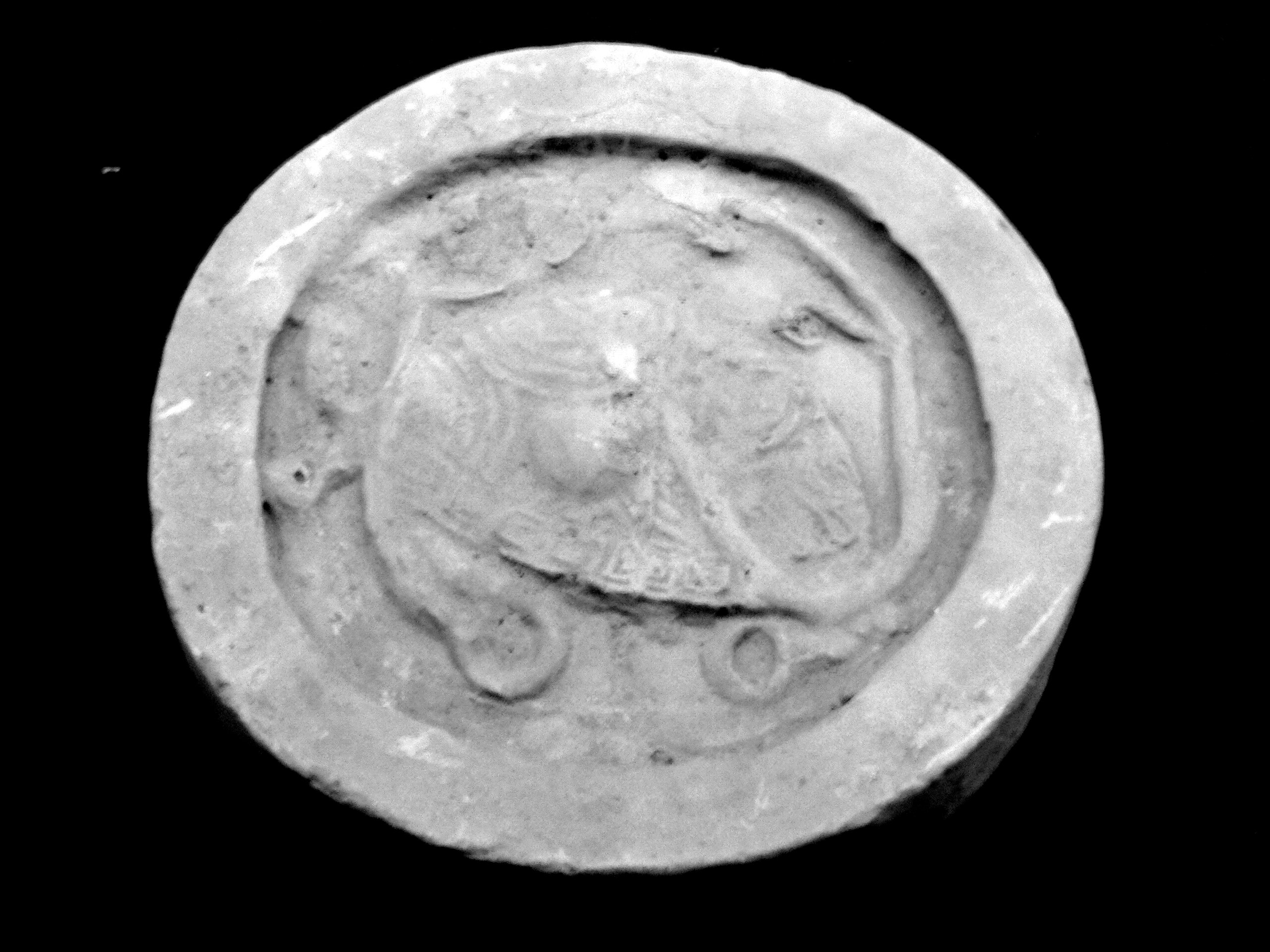
Hình Huyền Vũ trên một tác phẩm điêu khắc.

Huyền Vũ (tiếng Trung: 玄武; Bính âm Hán ngữ: Xuánwǔ), còn gọi là Chân Võ đại đế, Bắc đế Chân Võ đế quân, Đãng Ma Thiên tôn, Hắc Đế, là một vị thần quan trọng của Đạo giáo, một trong tứ tượng của Thiên văn học Trung Quốc, và cũng là một khái niệm rộng trong phong thủy, thuyết âm dương và triết học phương Đông. Chân thân của Huyền Thiên Trấn Vũ nổi tiếng trong đạo giáo. Huyền vũ là linh vật thiêng liêng có tượng là hình con rắn quấn quanh con rùa, có màu đen (huyền, 玄). Huyền Vũ đại diện cho yếu tố Thủy, hướng Bắc và mùa đông.

## Trong thiên văn
Trong thiên văn, Nhị thập bát tú là 28 chòm sao lấy Sao Bắc Đẩu làm khởi điểm mà sắp xếp. Tên gọi của 28 chòm sao có liên quan tới Tứ tượng gồm: 7 sao Thanh Long ở phương Đông, 7 sao Huyền Vũ ở phương Bắc, bảy sao Bạch Hổ ở phương Tây, 7 sao Chu Tước ở phương Nam. Huyền Vũ chỉ một cung, gồm 7 chòm sao phương Bắc trong đó là:
- Đẩu Mộc Giải (Đẩu): Con giải trãi, loài giống bò, hay húc.
- Ngưu Kim Ngưu (Ngưu): Con trâu/bò.
- Nữ Thổ Bức (Nữ): Con dơi.
- Hư Nhật Thử (Hư): Con chuột.
- Nguy Nguyệt Yến (Nguy): Chim én.
- Thất Hỏa Trư (Thất): Con lợn.
- Bích Thủy Du (Bích): Con rái cá.

## Hình dạng của Huyền Vũ
Hình dạng khởi thủy của Huyền Vũ là con "vũ" màu đen, với Vũ là một linh vật kết hợp của rắn và rùa. Huyền Vũ (玄武) là một trong Tứ tượng của Thiên văn học Trung Quốc, và cũng là một khái niệm rộng trong phong thủy, thuyết âm dương, triết học.

## Truyền thuyết tại Trung Quốc
Huyền Vũ vốn là tinh tú trên trời. Giờ ngọ, ngày ba tháng ba hấp thụ tinh khí của Thái Dương, mới lịch kiếp vào bụng hoàng hậu nước Tịnh Lạc, 14 tháng sau mới giáng sinh. Năm 15 tuổi, Huyền Vũ rời cha mẹ, đến một nơi thâm sơn cùng cốc để tu hành đạo thuật. Hành động đó làm cảm động Ngọc Thanh Thái tổ Tử Hư Nguyên quân, Nguyên quân chỉ dẫn cho chàng vượt biển, cưỡi chim đại bàng vượt 5 vạn dặm tìm đến một ngọn núi tiên cư trú. Thế là Huyền Vũ bay đến ngọn núi Võ Đang ở tỉnh Hồ Bắc, tu luyện 42 năm. Năm 57 tuổi, buổi sớm ngày 9 tháng 9 thì tiên trên trời bay xuống mời Huyền Vũ lên trời làm tiên. Được Ngọc Hoàng đại đế cử chỉ huy thiên binh thiên tướng đi thanh lý cõi âm, trấn áp Tam thập lục thiên ma vương thắng lợi. Ngọc hoàng phong cho làm Chân Võ đại đế.

## Ảnh hưởng

### Tại Trung Quốc
Dân gian lập đền thờ Huyền Vũ, sùng bái như một vị đại thần khu trừ ma quỷ. Còn cho rằng Huyền Vũ thuộc hành Thủy có thể thắng Hỏa, chống được tai họa do nước và lửa gây ra. Người Hoa Kiều, đặc biệt là ở Hồng Kông là sùng bái nhất.

### Tại Việt Nam
Huyền Vũ còn được gọi là Trấn Vũ (hay Trấn Võ), Huyền Thiên Trấn Vũ, vị thần trấn trị phương Bắc. Thần đã giúp An Dương Vương trừ các loại ma quỷ trong lúc xây thành Cổ Loa dưới tên Thanh Giang sứ giả (cùng thần Kim Quy hồ Gươm). Thần được thờ trong Đền Quán Thánh (Trấn Vũ Quán) - là một trong Thăng Long tứ trấn, Thăng Long tứ quán, được xây dựng dưới thời Lý Thái Tổ (1010-1028).